# Federação Georgiana de Futebol
A Federação Georgiana de Futebol (em georgiano: საქართველოს ფეხბურთის ფედერაცია, transl. Sakartvelos Pekhburtis Pederazis) é o órgão que governa o futebol na Geórgia. Ela organiza a liga de futebol nacional, a Umaglesi Liga, e a seleção georgiana de futebol. Sua sede é em Tbilisi.